# Т-150К

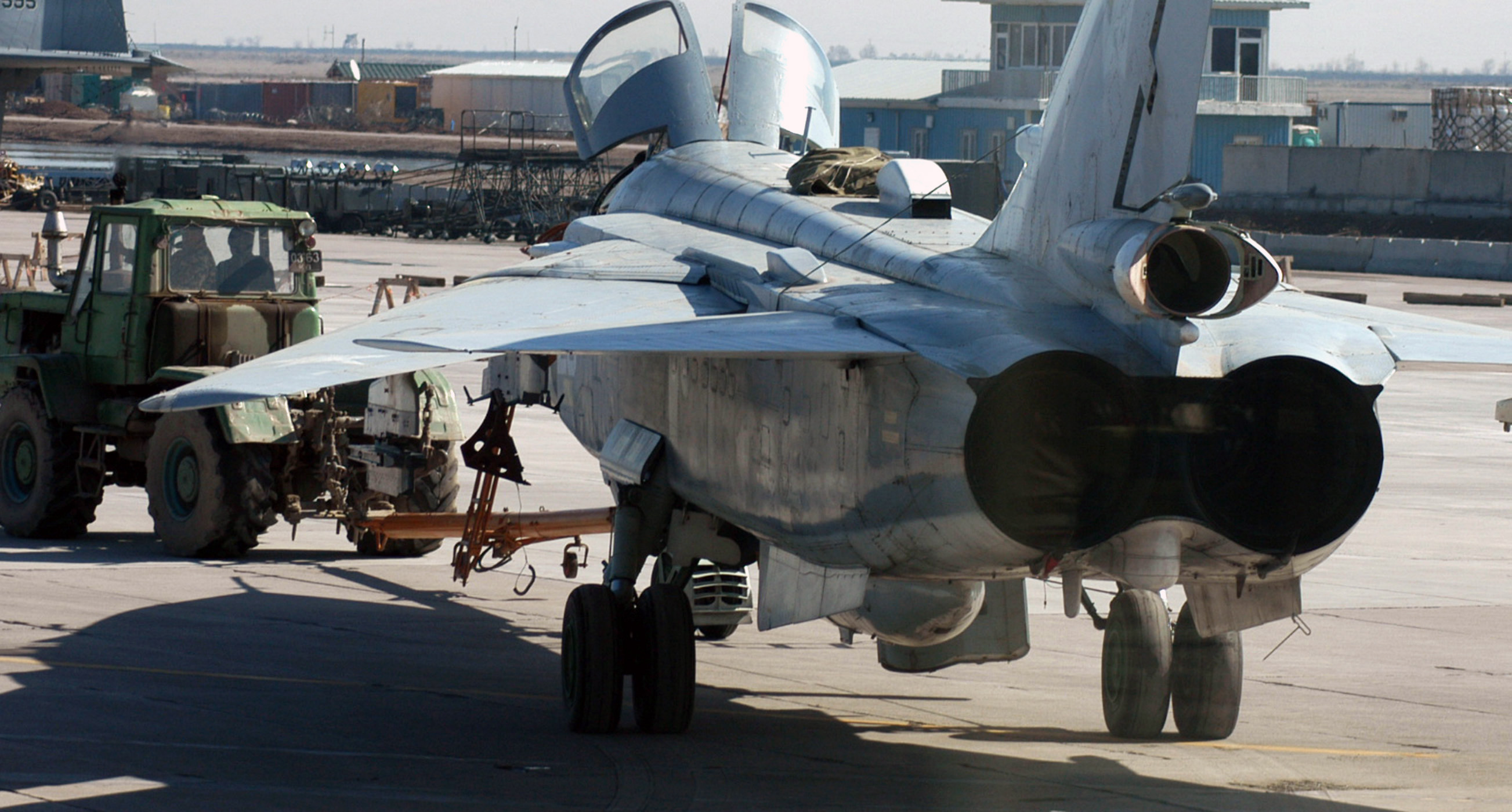
Лёгкий артиллерийский тягач Т-155 транспортирует Су-24, ВВС и ПВО ВС Узбекистана.

Т-150К — советский сельскохозяйственный энергонасыщенный колёсный трактор общего назначения, выпускаемый с 1971 года на Харьковским тракторным заводом имени Серго Орджоникидзе. 
Одновременно с Т-150К выпускается максимально унифицированный с ним сельскохозяйственный энергонасыщенный гусеничный трактор общего назначения Т-150. Они отличаются ходовыми системами, механизмами поворота, рамами, коробками передач (унифицированными по элементам) и системами управления. Создание семейства унифицированных между собой колёсных и гусеничных тракторов оказалось очень сложной задачей. В настоящее время[когда?] по этому пути следует John Deere (например, John Deere 8120 и John Deere 8120T). Исторически колёсный вариант (Т-150К) трактора был сделан раньше и получил гораздо большее распространение. Трактор Т-150К является модернизацией трактора Т-125, конструкция которого полностью оригинальна и не имеет предшественников. В 1979 г. трактор Т-150К успешно прошёл испытания на международном испытательном полигоне университета штата Небраска, США. Трактор Т-150К выпускается более сорока лет, прошел несколько модернизаций, приведенные в статье технические характеристики относятся к 1975 году.

## Модификации
Трактор Т-150К имеет модификации:
- Т-150КД — с бульдозерным оборудованием;
- Т-155 — лёгкий артиллерийский тягач;
  - ПЗМ-2 (Полковая Землеройная Машина — 2-я модель) — для отрывки траншей и котлованов, их засыпки, устройства спусков и других земляных работ;
  - ПЗМ-2ВДВ (Полковая Землеройная Машина — 2-я модель, воздушно-десантных войск) — с возможностью десантирования, для отрывки траншей и котлованов, их засыпки, устройства спусков и других земляных работ;
- Т-156 — погрузчик;
- Т-157 — лесопромышленный трактор;
- Т-158 — промышленный трактор;
- УПМ-1 (Универсальная Путевая Машина — 1-я модель) — амфибия, машина с комбинированным пневмо-рельсовым ходом и комплектом навесных блоков для производства различных видов работ по строительству, обслуживанию, содержанию и капитальному ремонту железнодорожных и трамвайных путей;
- УПМ-1М (Универсальная Путевая Машина — 1-я модель, модернизированная).

## Особенности конструкции
На тракторе Т-150К двигатель расположен спереди. К нему крепится муфта сцепления, коробка передач и раздаточная коробка, два выходных вала которые связаны карданными передачами с коническими главными передачами, установленными в заднем и переднем мостах. (Карданная передача к заднему мосту содержит промежуточную опору). Дифференциалы главных передач соединены с планетарными конечными передачами, на которых установлены колёса с тормозами. Привод от двигателя к независимому заднему редуктору вала отбора мощности обеспечивается валом, проходящим внутри трубчатых валов муфты сцепления, коробки передач и раздаточной коробки, а затем карданной передачей с промежуточной опорой. Промежуточные опоры обеспечивают совмещение осей симметрии двойных вилок карданов с осью вертикального шарнира, что позволяет при повороте трактора сделать углы карданных передач минимальными.
Поворот трактора осуществляется двумя гидроцилиндрами, разворачивающими полурамы относительно вертикального шарнира.

### Двигатель
Специально для трактора Т-150К был разработан дизельный двигатель СМД-60. Двигатель шестицилиндровый V-образный, жидкостного охлаждения с турбонаддувом. Эксплуатационная мощность — 165 л. с.. Запуск осуществляется пусковым бензиновым двигателем, который, в свою очередь, запускается электростартёром.
После прекращения производства двигателя СМД-60 на трактор устанавливается безнаддувный шестицилиндровый V-образный, жидкостного охлаждения двигатель ЯМЗ-236Д3 эксплуатационной мощностью 180 л. с.. Запуск электростартёрный.

### Трансмиссия
Коробка передач имеет несколько диапазонов (замедленый, рабочий, транспортный и задний ход), в каждом из которых 4 передачи, переключаются без разрыва потока мощности. Вторичный вал коробки передач снабжен персональными гидроподжимными муфтами, соединяющими его с ведомыми шестернями четырёх передач. При переключении передач сначала включается гидроподжимная муфта последующей передачи, затем выключается гидроподжимная муфта предыдущей передачи. Долю секунды обе муфты включены, что и обеспечивает безразрывность переключения. Диапазоны переключаются при остановке трактора.
Задний мост постоянно ведущий, передний — отключаемый.

### Кабина
Шумо-, пыле-, виброизолированная, с 2013 года оборудованная каркасом безопасности. Кабина находится в зоне центра тяжести, поэтому колебания минимальны и условия труда тракториста максимально комфортны.

### Рама
Состоит из передней и задней полурам, связанных вертикальным (для обеспечения поворота трактора) и горизонтальным (для обеспечения контакта с почвой всех четырёх колёс) шарнирами. Полурамы изготовлены из продольных швеллеров (прокат) и поперечных литых брусьев. Соединены элементы рамы заклёпками.

### Сравнение с трактором Т-150

#### Достоинства трактора Т-150К
- Возможность работы на магистральных дорогах с твёрдым покрытием за счёт колёсного хода и обеспечения габарита по ширине менее 2,5 метра
- Универсальность. Увеличенная база трактора (расстояние между осями передних и задних колёс), установка одинаковых передних и задних колёс увеличенной грузоподъёмности, наличие свободного пространства на задней полураме позволяют существенно увеличить количество агрегатируемых с трактором сельхозмашин
- Повышение надёжности и долговечности
- Улучшение условий труда
- Повышенные транспортные скорости

#### Недостатки трактора Т-150К
- Увеличение удельного давления на грунт в два раза, буксования — в три раза
- Уменьшение тягового усилия на 20 % — 30 %
- Уменьшение производительности тракторного агрегата
- Увеличение расхода топлива на 10 %
- Увеличение стоимости. Для обеспечения безопасности труда установлена кабина со встроенным каркасом безопасности

## Интересный факт
Для очистки палубы единственного в ВМФ России авианосца «Адмирал Кузнецов» используется трактор Т-150К, который дооборудован двигателем от истребителя МиГ-15. Задачей данного агрегата, получившего название ТМ-59, является очистка палубы от посторонних предметов сдуванием струёй от реактивного двигателя.